# Riddickove kronike: Mračni bijes
Riddickove kronike: Mračni bijes (eng. The Chronicles of Riddick: Dark Fury) je američki animirani film iz 2004. Film koji je režirao Peter Chung, je bio distribuiran isključivo u obliku DVD izdanja. Glas Richardu B. Riddicku, u ovom filmu, je posudio sam Vin Diesel.

## Radnja
Nedugo nakon što su pobjegli s planete, u filmu Planet tame, Riddick, Jack i Abu (imam) bivaju pokupljeni od strane jednog svemirskog broda. No njihovo veselje kratko traje, jer ubrzo otkrivaju kako je to zapravo plačenićki brod, što zapravo Jackovu primjedbu s kraja prethodno spomenutog filma pretvara u proročanstvo ("Prvo si dječak, potom si djevojka a sada si vidovnjakinja."). Iako Riddick pokušava skriti svoj identitet od plaćenika, oni ga ubrzo otkrivaju uz pomoć analize njegova glasa. Zarobljeni od strane plaćenika, trio glavnih junaka ubrzo otkriva kako njihovi tamničari imaju neobične i vrlo neugodne planove za njih. Vlasnica broda, Antonia Chillingsworth (Tress MacNeille), je kolekcionarka kriminalaca, koja na svoje trofeje-kriminalce, koje drži u smrznutom obliku, gleda kao na umjetnine. No, unatoč tome što su smrznuti, oni su živi i pri potpunoj svijesti. Za prethodno spomenutu kolekcionarku, Riddick predstavlja vrhunsko remek-djelo koje ona želi dodati u svoju kolekciju. Kako bi izbjegli sudbinu okrutniju od smrti same, Riddick, Jack i Abu se moraju suočiti sa, i pobijediti, ogromnu vojsku ljudolikih i neljudolikih stvorenja, koju ona ima na svome raspolaganju.

## Glavne uloge
- Vin Diesel kao Richard B. Riddick
- Rhiana Griffith kao Jack
- Keith David kao Abu "Imam" al-Walid
- Nick Chinlund kao Toombs
- Tress MacNeille kao Chillingsworth
- Roger L. Jackson kao Junner

## O likovima
Ovaj film donosi vrlo važan razvoj lika po imenu Jack (koji u filmu Riddickove kronike postaje Kyra). Naime, na samom kraju filma ona otkriva svoju nasilnu stranu i to u trenutku kada ubija vlasnicu broda, koja se upravo spremala ubiti Riddicka. Međutim, novootkrivena strana Jack-a (Kyre) zabrinjava Riddicka.

## Zanimljivosti
Mračni bijes ponovno okuplja Vin Diesela s drugim članovima originalne glumačke postave iz Planeta tame (Rhiana Griffith, Keith David). Također, film nam predstavlja i novi lik po imenu Toombs (Nick Chinlund), koji će se potom još pojaviti i u filmu Riddickove kronike.

## Vanjske poveznice
- Information at Universal Studios Home Video site  Arhivirana inačica izvorne stranice od 23. svibnja 2007. (Wayback Machine)
- Riddickove kronike: Mračni bijes u internetskoj bazi filmova IMDb-a